# Elise Ringen
Elisa Ringen (ur. 21 listopada 1989 w Meråker) – norweska biathlonistka, brązowa medalistka mistrzostw świata.

## Kariera
Po raz pierwszy na arenie międzynarodowej pojawiła się w 2007 roku, startując na mistrzostwach świata juniorów w Martell. Zajęła tam czwarte w biegu pościgowym, szóste w sprincie i dziewiąte miejsce w biegu indywidualnym. Na rozgrywanych rok później mistrzostwach świata juniorów w Ruhpolding zdobyła złoty medal w sprincie, srebrny w sztafecie i brązowy w biegu pościgowym.
W zawodach Pucharu Świata zadebiutowała 13 marca 2008 roku w Oslo, zajmując 39. miejsce w sprincie. Pierwsze punkty (w sezonach 2000/2001-2007/2008 punkty otrzymywało 30. najlepszych zawodniczek) wywalczyła 1 grudnia 2011 roku w Östersund, gdzie zajęła 32. miejsce w biegu indywidualnym. Nigdy nie stanęła na podium zawodów tego cyklu, najwyższą lokatę wywalczyła 9 grudnia 2011 roku w Hochfilzen, kończąc rywalizację w sprincie na dziesiątej pozycji. Najlepsze wyniki osiągnęła w sezonie 2011/2012, kiedy zajęła 26. miejsce w klasyfikacji generalnej.
Podczas mistrzostw świata w Ruhpolding w 2012 roku wspólnie z Fanny Horn Birkeland, Synnøve Solemdal i Torą Berger wywalczyła brązowy medal w sztafecie. Na tej samej imprezie była też między innymi czternasta w sprincie. Ponadto zdobyła brązowy medal w sztafecie na mistrzostwach Europy w Novym Měscie w 2008 roku. Brała również udział w igrzyskach olimpijskich w Soczi w 2014 roku, gdzie w swoim jedynym występie zajęła 24. miejsce w biegu indywidualnym.

## Osiągnięcia

### Igrzyska olimpijskie
| Rok  | Miejscowość | Konkurencje | Konkurencje | Konkurencje | Konkurencje | Konkurencje | Konkurencje | Konkurencje |
| Rok  | Miejscowość | IN          | SP          | PU          | MS          | RL          | MR          | SR          |
| ---- | ----------- | ----------- | ----------- | ----------- | ----------- | ----------- | ----------- | ----------- |
| 2014 | Soczi       | 24.         | –           | –           | –           | –           | –           | –           |

### Mistrzostwa świata
| Rok  | Miejscowość | Konkurencje | Konkurencje | Konkurencje | Konkurencje | Konkurencje | Konkurencje | Konkurencje |
| Rok  | Miejscowość | IN          | SP          | PU          | MS          | RL          | MR          | SR          |
| ---- | ----------- | ----------- | ----------- | ----------- | ----------- | ----------- | ----------- | ----------- |
| 2012 | Ruhpolding  | 71.         | 14.         | 21.         | 22.         | 3.          | –           | –           |
| 2015 | Kontiolahti | 32.         | 53.         | 37.         | –           | –           | –           | –           |

### Mistrzostwa świata juniorów
| Rok  | Miejscowość | Konkurencje | Konkurencje | Konkurencje | Konkurencje | Konkurencje | Konkurencje | Konkurencje |
| Rok  | Miejscowość | IN          | SP          | PU          | MS          | RL          | MR          | SR          |
| ---- | ----------- | ----------- | ----------- | ----------- | ----------- | ----------- | ----------- | ----------- |
| 2007 | Martell     | 9.          | 7.          | 4.          | nd.         | –           | nd.         | –           |
| 2008 | Ruhpolding  | 4.          | 2.          | 3.          | nd.         | 2.          | nd.         | –           |
| 2009 | Canmore     | 10.         | 12.         | DNS         | nd.         | –           | nd.         | –           |

### Mistrzostwa Europy
| Rok  | Miejscowość | Konkurencje | Konkurencje | Konkurencje | Konkurencje | Konkurencje | Konkurencje | Konkurencje |
| Rok  | Miejscowość | IN          | SP          | PU          | MS          | RL          | MR          | SR          |
| ---- | ----------- | ----------- | ----------- | ----------- | ----------- | ----------- | ----------- | ----------- |
| 2008 | Nové Město  | –           | 20.         | 15.         | nd.         | 3.          | nd.         | –           |

### Puchar Świata

#### Miejsca w klasyfikacji generalnej
| Sezon     | Miejsce |
| --------- | ------- |
| 2007/2008 | -       |
| 2008/2009 | -       |
| 2011/2012 | 26.     |
| 2012/2013 | 88.     |
| 2013/2014 | 38.     |
| 2014/2015 | 42.     |

#### Miejsca na podium chronologicznie
Ringen nigdy nie stanęła na podium indywidualnych zawodów PŚ.